# Sư tử Tây Phi
Sư tử Tây Phi, còn được gọi là sư tử Senegal, là một phân loài sư tử có nguồn gốc từ Tây Phi. Kết quả của nghiên cứu di truyền cho thấy những con sư tử Tây và Trung Phi hình thành một nhánh khác nhau của sư tử và có lẽ có liên quan đến sư tử châu Á hơn là sư tử từ phía nam hoặc phía đông châu Phi. Các khác biệt di truyền là đặc biệt quan tâm, vì sư tử đang bị đe dọa khu vực ở miền tây châu Phi. Với tổng dân số có lẽ ít hơn 1.000 cá thể trong toàn bộ phía Tây và Trung Phi và không có số lượng nuôi nhốt, sư tử Tây Phi là một trong những loài mèo lớn nguy cấp nhất